# ローガン・モリソン
ジャスティス・ローガン・モリソン（Justis Logan Morrison, 1987年8月25日 - ）は、アメリカ合衆国ミズーリ州カンザスシティ出身のプロ野球選手（一塁手、左翼手）。左投左打。アメリカ独立リーグ・アトランティックリーグのハイポイント・ロッカーズ所属。愛称はロモ（LoMo）。

## 経歴

### プロ入りとマーリンズ時代
2005年のMLBドラフト22巡目（全体666位）でフロリダ・マーリンズから指名を受ける。ドラフト&フォロー方式により、メープルウッズ・コミュニティカレッジで1年間プレーした後、2006年5月29日に22万5000ドルの契約金で入団した。
2009年の開幕前にはベースボール・アメリカ誌でキャメロン・メイビン、マイク・スタントンに次ぐチーム内3位、マイナー全体では18位の有望株に選ばれた。
2010年7月27日のサンフランシスコ・ジャイアンツ戦でメジャーデビュー。この年は62試合の出場で打率.283、2本塁打、18打点、OPS.837だった。
2011年は開幕から左翼手のレギュラーとして起用される。4月19日に左足を痛めて故障者リストに入ったが、5月13日には復帰。5月終了時点の成績は打率.320、7本塁打、OPS.980と好調だったが、6月以降は打率が下降の一途を辿った。8月13日にAAA級ニューオーリンズ・ゼファーズへ降格となる。この降格の背後には、モリソンのツイッターでの発言内容やファン感謝イベントの無断欠席を問題視した首脳陣との不和があったとされる。結局、最短の10日間でメジャーに復帰。最終的な成績は125試合の出場で打率.247・23本塁打・72打点・OPS.797だった。本塁打はスタントンに次いでチーム2位だった。降格騒動の後にはトレードが噂されるようになったが、11月8日にある球団幹部の話として、「モリソンの放出は認めない」とするマーリンズの方針が確認された。
2012年はオフに手術を受けた膝の影響で打撃不振が続き、7月末に故障者リストに入ってそのままシーズンを終えることになった。

### マリナーズ時代
2013年12月13日にカーター・キャップスとのトレードで、シアトル・マリナーズへ移籍した。
2014年2月4日にマリナーズと175万ドルの1年契約に合意した。同年は4月に故障者リスト入り、6月頃までは不振だったが、後半戦で調子を上げて勝負強さを評価された。打撃面では、いずれも自己2位ないし2位タイ（当時）の打率.262・11本塁打・38打点という成績を記録した。守備では主に一塁手で起用され、79試合で守備率.996・DRS0と安定した守備を披露した。
2015年はフルタイムで一塁のレギュラーとして起用され、実に4年ぶりに規定打席に達したが、打率.225と不振だった。一方でパワーは健在で、17本塁打を放ったほか、走塁面でも成長ぶりを見せて自己最多の8盗塁を決めた。守備では140試合で守りに就き、守備率は前年と同等の.996だったが、DRSは-7まで大幅に低下した。

### レイズ時代
2015年11月5日にネイサン・カーンズ、C.J.リーフェンハウザー、ブーグ・パウエルとのトレードで、ブラッド・ミラー、ダニー・ファーカーと共にタンパベイ・レイズへ移籍した。
2016年は、一塁手のレギュラー格で起用された。107試合に出場し、バッティング面では打率.238・14本塁打・43打点・4盗塁という成績を残した。一塁の守備は、83試合で守りに就いて4失策・守備率.993・DRS -4という内容だった。また、17試合では指名打者としても起用された。オフの11月3日にFAとなった。
2017年2月7日にレイズと1年250万ドル（出来高最大125万ドル）で再契約を結んだ。この年は打率こそ.246であったが、自己最高の38本塁打を記録。オフの11月2日にFAとなった。

### ツインズ時代
2018年2月25日にミネソタ・ツインズと単年600万ドル（2年目はチームオプション）で契約を結んだ。この年は95試合に出場して打率.186、15本塁打、39打点、1盗塁を記録した。オフの10月29日にFAとなった。

### ヤンキース傘下時代
2019年4月22日にニューヨーク・ヤンキースとマイナー契約を結んだ。傘下のAAA級スクラントン・ウィルクスバリ・レイルライダースでプレーしていたが、7月2日に自ら契約を途中で放棄する「オプトアウト」を行使した。

### フィリーズ時代
2019年7月13日にフィラデルフィア・フィリーズとマイナー契約を結んだ。傘下のAAA級リーハイバレー・アイアンピッグスに配属された後、8月14日にメジャー契約を結んでアクティブ・ロースター入りした。オフにFAとなった。

### ブルワーズ時代
2020年1月9日にミルウォーキー・ブルワーズとマイナー契約を結んでスプリングトレーニングに招待選手として参加することになった。7月21日にメジャー契約を結んで40人枠入りした。8月10日にDFAとなり、14日にFAとなった。

### 独立リーグ時代
2021年4月28日にアトランティックリーグのハイポイント・ロッカーズと契約した。9試合に出場し打率.370、3本塁打、9打点の成績を挙げた。

### レッズ傘下時代
2021年6月11日にシンシナティ・レッズとマイナー契約を結んだ。AAA級ルイビル・バッツで16試合に出場して打率.347、2本塁打、12打点の成績を残したが、メジャー昇格の機会はなく、オフの11月7日にFAとなった。

### 独立リーグ時代
2022年4月9日にアトランティックリーグのハイポイント・ロッカーズに復帰した。

## 選手としての特徴
本職は一塁手だが、マーリンズでは一塁にギャビー・サンチェスが在籍していた頃は左翼手として起用されることが多かった。左翼の守備力は高くはなく、2012年までの3年間で、守備防御点は通算 -36、UZRは通算 -25.7という数値が残っている。

## 人物
ツイッターを熱心に利用しており、その発言が奔放なことでも知られる。一方で、慈善活動に熱心という側面もある。カンザスシティの出身であることから、2017年のオフにFAになったときにはロイヤルズへの入団を望んでいたというが、最終的にはツインズと契約することになった（なおこのときロイヤルズは、ルーカス・ドゥーダと1年350万ドルで契約している）。

## 詳細情報

### 年度別打撃成績
| 年 度     | 球 団     | 試 合 | 打 席 | 打 数 | 得 点 | 安 打 | 二 塁 打 | 三 塁 打 | 本 塁 打 | 塁 打 | 打 点 | 盗 塁 | 盗 塁 死 | 犠 打 | 犠 飛 | 四 球 | 敬 遠 | 死 球 | 三 振 | 併 殺 打 | 打 率 | 出 塁 率 | 長 打 率 | O P S |
| --------- | --------- | ----- | ----- | ----- | ----- | ----- | -------- | -------- | -------- | ----- | ----- | ----- | -------- | ----- | ----- | ----- | ----- | ----- | ----- | -------- | ----- | -------- | -------- | ----- |
| 2010      | FLA MIA   | 62    | 287   | 244   | 43    | 69    | 20       | 7        | 2        | 109   | 18    | 0     | 1        | 0     | 0     | 41    | 0     | 2     | 51    | 4        | .283  | .390     | .447     | .837  |
| 2011      | FLA MIA   | 123   | 525   | 462   | 54    | 114   | 25       | 4        | 23       | 216   | 72    | 2     | 1        | 0     | 4     | 54    | 4     | 5     | 99    | 9        | .247  | .330     | .468     | .797  |
| 2012      | FLA MIA   | 93    | 334   | 296   | 30    | 68    | 15       | 1        | 11       | 118   | 36    | 1     | 0        | 0     | 3     | 31    | 2     | 4     | 58    | 9        | .230  | .308     | .399     | .707  |
| 2013      | FLA MIA   | 85    | 333   | 293   | 32    | 71    | 13       | 4        | 6        | 110   | 36    | 0     | 0        | 0     | 0     | 38    | 5     | 2     | 56    | 10       | .242  | .333     | .375     | .709  |
| 2014      | SEA       | 99    | 365   | 336   | 41    | 88    | 20       | 0        | 11       | 141   | 38    | 5     | 2        | 0     | 2     | 24    | 1     | 3     | 59    | 9        | .262  | .315     | .420     | .735  |
| 2015      | SEA       | 146   | 511   | 457   | 47    | 103   | 15       | 3        | 17       | 175   | 54    | 8     | 4        | 1     | 2     | 47    | 5     | 4     | 81    | 7        | .225  | .302     | .383     | .685  |
| 2016      | TB        | 107   | 398   | 353   | 45    | 84    | 18       | 1        | 14       | 146   | 43    | 4     | 2        | 0     | 2     | 37    | 1     | 6     | 89    | 4        | .238  | .319     | .414     | .733  |
| 2017      | TB        | 149   | 601   | 512   | 75    | 126   | 22       | 1        | 38       | 264   | 85    | 2     | 0        | 0     | 3     | 81    | 8     | 5     | 149   | 12       | .246  | .353     | .516     | .868  |
| 2018      | MIN       | 95    | 359   | 318   | 41    | 59    | 13       | 0        | 15       | 117   | 39    | 1     | 0        | 0     | 1     | 34    | 0     | 6     | 80    | 3        | .186  | .276     | .368     | .644  |
| 2019      | PHI       | 29    | 38    | 35    | 5     | 7     | 1        | 0        | 2        | 14    | 3     | 1     | 0        | 0     | 1     | 3     | 0     | 0     | 10    | 1        | .200  | .263     | .400     | .663  |
| 2020      | MIL       | 9     | 28    | 25    | 3     | 3     | 1        | 0        | 1        | 7     | 2     | 0     | 0        | 0     | 0     | 3     | 0     | 0     | 8     | 0        | .120  | .214     | .280     | .494  |
| MLB：11年 | MLB：11年 | 997   | 3779  | 3331  | 416   | 792   | 163      | 21       | 140      | 1417  | 426   | 23    | 10       | 1     | 17    | 390   | 25    | 37    | 740   | 68       | .238  | .323     | .425     | .749  |

- 2020年度シーズン終了時
- FLA（フロリダ・マーリンズ）は、2012年にMIA（マイアミ・マーリンズ）に球団名を変更

### 記録
MiLB
- オールスター・フューチャーズゲーム選出：1回（2010年）

### 背番号
- 20（2010年 - 2011年、2014年 - 2015年）
- 5（2012年[32] - 2013年）
- 7（2016年 - 2017年）
- 99（2018年）
- 8（2019年）
- 21（2020年）